# Митчелл, Джозеф
Джозеф Куинси Митчелл (англ. Joseph Mitchell; 27 июля 1908 — 24 мая 1996) — американский писатель
, наиболее известный своими творческими художественными произведениями, опубликованными в газете «Нью-Йоркер». Его работа в основном состоит из изучения персонажей, где он использовал подробные портреты людей и событий, чтобы подчеркнуть обыденность мира, особенно в Нью-Йорке и его окрестностях.

## Биография

### Ранняя жизнь
Митчелл родился 27 июля 1908 года на ферме своего деда по материнской линии близ Фэрмонта, штат Северная Каролина, и был сыном Аверетт Нэнс и Элизабет Аманды Паркер Митчелл. У него было пять младших братьев и сестер: Джек, Элизабет, Линда, Гарри и Лора. Отец Митчелла, фермер по выращиванию хлопка и табака в четвёртом поколении, был южанином, проникнутым ценностями баптистской церкви, и он пытался привить эти ценности своим детям. Как его старший сын, Аверетт надеялся, что Митчелл когда-нибудь возьмет на себя семейный бизнес и продолжит семейное наследие.
Авантюрная личность Митчелла в детстве противоречила непоколебимой трудовой этике его отца и традиционным южным ценностям. С юных лет Митчелл был глубоко тронут природой. Он любил лазить по деревьям, и это было одно из немногих занятий, которое давало волю его юному воображению. Кроме того, он старался как можно чаще убегать на болота, окружающие владения отца, поскольку это позволяло ему чувствовать связь с окружающим миром. Митчелл заявил: «вода загипнотизировала меня; все в ней интересовало меня, неподвижное или движущееся, живое или мертвое».

### Образование
В 1925 году Митчелл покинул дом и поступил в колледж Университета Северной Каролины в Чапел-Хилле. Будучи специалистом по журналистике, он был «солидным, если не превосходным студентом», и он преуспел в гуманитарных курсах, таких как история, язык, музыка и литература, и изучал классы почти по всем предметам. Помимо учёбы, он начал писать для университетского литературного журнала и газеты в качестве спортивного репортера. Поскольку у него не было способностей к математике, он не смог успешно закончить учёбу. Он бросил колледж и переехал в Нью-Йорк в 1929 году.

### Семья
27 февраля 1932 года он женился на Терезе Якобсен, репортере и фотографе. Они оставались женатыми до её смерти в 1980 году, и у них родились две дочери, Нора и Элизабет.

### Психическое здоровье
Джозеф Митчелл страдал от депрессии всю свою жизнь. Неустойчивые отношения с отцом и отсутствие принадлежности к двум его домам в Северной Каролине и Нью-Йорке сделали Митчелла изолированным на протяжении большей части его жизни. Он жил в эпоху психологии, которая фокусировалась исключительно на тревоге, и врачи рассматривали депрессию как серьёзный побочный эффект существующего чувства. Однако симптомы этого состояния отчетливо проявлялись в его жизни только в конце карьеры.
Многие коллеги Митчелла, а также его биограф Томас Кункель, рассказывают о том, как повлияли на него сюжеты его произведений, в частности его величайший подданный Джо Гулд. Заметка писателя «Вашингтон пост» Дэвида Стрейтфельда о Митчелле: «Вы выбираете кого-то настолько близкого, что фактически пишете о себе. Джо Гулду пришлось уйти из дома, потому что он не вписывался в общество, точно так же, как мне пришлось уйти из дома, потому что я не вписывался в общество. Разговаривая с Джо Гулдом все эти годы, он в некотором смысле стал мной, если вы понимаете, что я имею в виду». Даже с Джо Гулдом как с способом исследовать свою собственную реальность Митчелл начал привлекать персонажей с похожими качествами. В журнале «Нью-Йоркер» Чарльз Макграт отмечает, что «критик Стэнли Эдгар Хайман впервые отметил, что люди, о которых писал Митчелл, все больше и больше походили на него самого: одиночки, депрессивные люди, ностальгисты, бродяги по набережной, хранители тайной информации. Персонажи его пьес стали говорить похожим голосом; все они немного походили на Митчелла».
С 1964 года и до своей смерти в 1996 году Митчелл ежедневно работал в своем офисе, но больше ничего не публиковал. Хотя он изо всех сил старался публиковаться, он написал сотни страниц рукописей для нескольких произведений, включая собственные мемуары, которые Томас Кункель широко использовал при написании биографии Митчелла. После его смерти его коллега Роджер Энджелл написал:
 Каждое утро он выходил из лифта с озабоченным видом, молча кивал, если вы просто шли по коридору, и закрывался в своем кабинете. Он появился в обеденный перерыв, всегда в своей аккуратной коричневой фетровой шляпе (летом-соломенной) и коричневом плаще; через полтора часа он изменил процесс и снова закрыл дверь. Изнутри почти ничего не было слышно, и люди, заходившие к Джо, сообщали, что на его рабочем столе не было ничего, кроме бумаги и карандашей. Когда день подходил к концу, он шел домой. Иногда в вечернем лифте я слышал, как он тихонько вздыхает, но он никогда не жаловался, никогда ничего не объяснял.
В то время как его борьба с психическими заболеваниями продолжалась на рабочем месте, его семья знала его как надежного и заботливого отца и мужа дома. Тереза Джейкобсон и их дети, Нора и Элизабет, не сохранили ничего, кроме теплых воспоминаний об отце, хотя и знали, что он борется за свою карьеру.

### Смерть
В 1995 году у Митчелла диагностировали рак легких после того, как он начал испытывать боли в спине. В конце концов рак распространился, метастазы перешли в его мозг. 24 мая 1996 года Митчелл умер в Колумбийском пресвитерианском медицинском центре на Манхэттене в возрасте 87 лет.
Он был похоронен на Мемориальном кладбище Флойда в своем родном городе Фэрмонт, штат Северная Каролина, рядом со своей женой. Его дочери вписали цитату из семьдесят третьего сонета Шекспира, который был одной из его любимых строк в литературе: «Голые разрушенные хоры, где поздно пели сладкие птицы».

## Карьера
Митчелл приехал в Нью-Йорк в 1929 году, в возрасте 21 года, с мечтой стать политическим репортером. Он работал в таких газетах, как «Уорлд», «Нью-Йорк Геральд трибюн» и «Нью-Йорк Уорлд Телеграм», сначала освещая преступления, а затем давая интервью, составляя анкеты и зарисовки персонажей. В 1931 году он сделал перерыв в журналистике, чтобы работать на грузовом судне, которое ходило в Ленинград и привозило целлюлозные бревна в Нью-Йорк. В том же году он вернулся к журналистике и продолжал писать для нью-йоркских газет, пока его не наняла компания St. Клер Маккелуэй в «Нью-Йоркере» в 1938 году. Он оставался в журнале до своей смерти в 1996 году.
В его книге «В старом отеле» собраны лучшие из его сочинений для «Нью-Йоркера», а в его более ранней книге «Мои уши согнуты» собраны лучшие из его ранних журналистских сочинений, которые он пропустил из «В старом отеле». Последней книгой Митчелла был его сочувственный рассказ об уличном персонаже Гринвич-Виллидж и экстравагантно замаскированном случае писательского блока Джо Гулда, опубликованный под названием «Секрет Джо Гулда» (1964). Митчелл входил в совет директоров Общества цыганских преданий, был одним из основателей Морского музея на Саут-стрит., был связан с Друзьями чугунной архитектуры и пять лет работал в Комиссии по сохранению достопримечательностей Нью-Йорка. В августе 1937 года он занял третье место на турнире по поеданию моллюсков на Блок-Айленде, съев 84 вишневых моллюска. В 2008 году Американская библиотека выбрала рассказ Митчелла «Казнь» для включения в свою двухвековую ретроспективу американского истинного преступления. Издание The New Yorker от 11 февраля 2013 года включает ранее неопубликованную часть незаконченной автобиографии Митчелла под названием «Уличная жизнь: становление частью города».

## Центральные темы

### Изучение характера
Во всем творчестве Джозефа Митчелла заметно его явное внимание к персонажам-аутсайдерам, или непрофессионалам Нью-Йорка, и внимание к неожиданным персонажам. Например, Мэзи занимает центральное место в статье «Нью-Йоркера», носящей её имя. «Мэйзи» впервые появляется в печатном издании «Нью-Йоркера» 21 декабря 1940 года. Эта пьеса, позже опубликованная в сборнике эссе Митчелла «Вверх по старому отелю», создает и канонизирует Мэйзи, женщину, работавшую в билетной кассе венецианского театра. Скрупулёзные репортажные навыки Митчелла приводят к тому, что рассказ о Мэйзи дополняется фактическими деталями, тщательными наблюдениями и прямыми цитатами. Критики считают, что характер Мэйзи похож на самого Митчелла: они разделяют склонность запоминать мелкие факты и уделять внимание незамеченным членам общества. Мейзи П. Гордон жесткая и прямолинейная. Детектив Кейн из полицейского участка на Оук-стрит заявляет, что у Мэйзи «самый грубый язык и самое мягкое сердце в Третьем участке». В профиле Митчелла её жизнь ограничена билетной кассой кинотеатра, где она общается с «бомжами», которые приходят и уходят из окрестных ночлежек. Прямые беседы подробно описывают её взаимодействие с сообществом.
Митчелл был готов взять на себя задачу профилирования женского центрального персонажа Мэйзи. Процесс написания был сложным до тех пор, пока его центральный персонаж не дал ему «разоблачительное замечание». Описание Мейзи П. Гордон в World Telegram 1938 года показывает, что она была известна как «Мисс Мейзи» мужчинам, с которыми она общалась в Венецианском театре. Она блондинка, добрая, с преувеличенной прической и макияжем. Два года спустя, когда Митчелл описал Мейзи в «Нью-Йоркере», некоторые критики назвали Митчелла антропологом в его описании. Мэйзи становится больше, чем просто блондинкой и доброй женщиной, а вместо этого оказывается сложной и волевой. Пристальное наблюдение Митчелла за Мэйзи установило новый стандарт для писателей и репортеров. Любопытство Митчелла без осуждения вдохновило писателей продолжить наследие Мэйзи.
Характер Майзи популяризируется романом Джами Аттенберг «Святой Мази». Она познакомилась с «Мэйзи» через коллекцию журнальных статей Митчелла и использовала профиль Митчелла, чтобы превратить Мйэзи в вымышленного персонажа. В конечном счете, архетип Мэйзи даёт отчетливые характеристики Митчелла, которые интригуют читателей .Большая часть этой интриги, для всех персонажей-аутсайдеров Митчелла, исходит из доступа, который он предоставляет в жизнь людей, которых читатели the New Yorker обычно не встречают. Речники, например, были бы неуместными людьми для большинства жителей Нью-Йорка, пока Митчелл не привлек бы к ним внимание читателей. С другой стороны, «Крысы на набережной» («Тридцать две крысы из Касабланки») рассказывает захватывающую историю, где центральный персонаж даже не человек. Внимание Митчелла к этим маловероятным персонажам придает его научной литературе очень отчетливый характер.

### Время и мимолетность
Термин «время Митчелла» был придуман романистом Томасом Беллером для описания туманного эффекта в трудах Митчелла. Далее он описывает временное измерение Митчелла как «странное и сумеречное место, где плотность исторического факта и ощущение исчезновения целых эпох резко контрастируют с чувствами кинематографической непосредственности, связанными в настоящем времени». Наиболее заметный пример «времени Митчелла» виден в рассказе «Могила мистера Хантера», где повествование рассказывает о наложении многих эпох, происходящих в одном небольшом месте.

## Избранные произведения

### «Наверху, в Старом отеле»
«В старом отеле» Джозеф Митчелл исследует Фултонский рыбный рынок в Нью-Йорке, в частности ресторан «Sloppy Louie’s». Он изображает владельца помещения и полностью анализирует персонажа, прежде чем отправить читателя вместе с Луи в старую лифтовую шахту и исследовать заброшенное и отгороженное пространство старого отеля.
В своем вступлении Митчелл исследует личность человека, задавая настроение всему произведению. Луи-итальянский иммигрант, который много лет работал в ресторанах по всему городу до краха 1929 года, когда недвижимость, которая сейчас является его рестораном, наконец-то вошла в его ценовой диапазон. Это никогда не было самым ярким или красивым зданием, но оно находилось недалеко от рынка и имело большой успех в размещении небольшого ресторана. Луи постоянно экспериментирует со своими блюдами, превращая свой магазин в место, где можно остановиться и попробовать новый вид рыбы или других морепродуктов. Сам выросший в маленькой итальянской рыбацкой деревушке, он не чурается разных вкусов и возможностей своей рыбы. Он скромный и джентльменский человек, который придает всему, что он делает, вид приличия и смирения; он работает так же, как и любой из его сотрудников, чтобы поддерживать свой ресторан в рабочем состоянии, выполняет ту же работу и всегда держит белую тряпку, перекинутую через руку, ради класса, даже когда он только ведет кассу. Он поддерживает отношения со своими постоянными клиентами, такими как Митчелл, и развивает деловые отношения с рыбаками, которые приносят свои уловы в док для продажи на Фултонском рынке.
«Наверху, в Старом отеле» — это не просто история Луи или Слоппи Луи, а история закрытой шахты лифта, в которую даже Луи никогда не поднимался. Это происходит за завтраком, когда Луи говорит Митчеллу, что ему, возможно, придется добавить дополнительные столики на второй этаж своего заведения, чтобы компенсировать растущую толпу обедающих. Когда Митчелл указывает, что над ними четыре пустых этажа, Луи объясняет, что только на первые два этажа есть лестница, а остальная часть здания закрыта. Из чистого любопытства Митчелл соглашается стать тем человеком, который впервые поднимется с Луи на неиспользуемые четыре этажа, когда представится такая возможность. Лиф шахты, оборудование и пространство наверху не использовались по-настоящему с тех пор, как он был закрыт, что делало поднятие на верхние этажи особенно рискованным занятием для обоих мужчин, и, поняв, что пользоваться им безопасно, они поднимаются в старый отель, который никто не видел уже несколько десятилетий, своими силами.
На первом заблокированном этаже двое мужчин находят остатки того, что когда-то было высококлассным отелем, находят бюро с игральными картами, вешалки, зеркала и вывеску читального зала. Сама обстановка действовала на Митчелла угнетающе, и он решил уйти немедленно, поэтому ни один из мужчин не потрудился подняться на этаж выше. Эта особенность Митчелла действительно цепляется за его представления о течении времени и грядущих переменах в Нью-Йорке и остальном мире.

### «Могила мистера Хантера»
«Могила мистера Хантера» была опубликована в «Нью-Йоркере» 22 сентября 1956 года. По сей день эта статья остается одним из самых больших журналистских успехов Митчелла с множеством положительных рецензий. Это произведение было переиздано в одном из сборников Митчелла «Up In The Old Hotel», вышедшем в 1992 году. Статья основана на встрече Джозефа Митчелла с афроамериканцем по имени Джордж Хантер, который жил в Сэнди-Граунд, чернокожей общине на Стейтен-Айленде, считающейся старейшей, устоявшейся, свободной чернокожей общиной в Соединенных Штатах.
Эта статья, в частности, начинается с того, что можно было бы назвать «типичным днем Митчелла», и позволяет читателю в некотором смысле приблизиться к Митчеллу. Однажды Митчелл просыпается, по общему признанию, чувствуя стресс от окружающего, пакует пару сэндвичей и решает отправиться на Стейтен-Айленд, чтобы исследовать кладбища. Митчелл проводит читателя по ряду кладбищ, по которым он с удовольствием прогуливается в такие дни, как этот день, включая такие места, как "Методистская церковь Вудро Методиста на Вудро Роуд в общине Вудро « или „ кладбище Св. Епископальная церковь Луки на Артур-Килл-роуд в общине Россвилл, или на Артур-Килл-роуд на окраине Россвилла“, прежде чем привести читателя к Южному берегу, более сельской части Стейтен-Айленда, где, как правило, доминируют деревья и где можно найти некоторые из самых старых кладбищ (Митчелл). Митчелл продолжает исследовать несколько кладбищ, останавливаясь у надгробий, изучая их, читая названия и убирая виноградные лозы и грязь с некоторых из них, о которых он размышляет. Митчелл начинает уставать, готовясь покинуть кладбище недалеко от Россвилла, пока не замечает дикий цветок, который привлекает его внимание к могиле Рэйчел Диссоуэй, и именно тогда Митчелла замечает настоятель кладбища мистер Брок. Двое мужчин обсуждают интерес Митчелла к диким цветам, особенно к Пепперграссу, что приводит к тому, что мистер Брок рассказывает Митчеллу о кладбище в чёрной общине недалеко от Блумингдейл-роуд. Мистер Брок дает Митчеллу контакт с мистером Г. Хантером, который является председателем попечителей методистской церкви в общине Сэнди-Граунд, куда Митчелл хотел бы пойти поискать Пепперграсс. Митчелл, используя информацию, предоставленную ему мистером Броком, связывается с мистером Хантером и назначает время встречи с ним в его доме в субботу утром, чтобы он мог осмотреть Песчаную почву. В субботу утром Митчелл прибывает в дом мистера Хантера, где его встречает мистер Хантер, который в момент его прибытия глазурит торт. За то время, что Митчелл находится в доме мистера Хантера, он многое узнает об истории Песчаной земли. В то время как на кухне двое мужчин обсуждают несколько концепций—например, дикий цветок тыквы, который пожилые женщины Песчаной Земли, включая мать мистера Хантера, считали, что их корень обладает целебными свойствами, хотя другие обычно считают его ядовитым. После этого следуют комментарии о том, из какого дерева Мистер Дом Хантера построен из дерева, и пока двое мужчин сидят на крыльце, они говорят о том, как сильно он презирает мух (а также обсуждают историю Песчаной земли, которая началась из-за нехватки устриц). После инцидента с мухами мистер Хантер и Митчелл отправляются на кладбище.
По дороге на кладбище Митчелл обсуждает ещё одну дискуссию о семье мистера Хантера и о нём самом—например, о том, что мистер Хантер родился не на Юге, а его мать; более того, его мать была рабыней из Виргинии, а до неё-ее матерью. После того как мать мистера Хантера попала в рабство, она переехала в Бруклин, где познакомилась и вышла замуж за его отца, хотя после того, как отец отбыл наказание, семья переехала в Сэнди-Граунд, надеясь получить работу, собирая устриц. После смерти отца мать мистера Хантера вышла замуж за человека из Сэнди-Граунда, которого мистер Хантер Затем мистер Хантер рассказывает о том, как он тоже стал пьяницей, а также о нескольких работах, которые у него были, например, каменщиком и владельцем бизнеса, прежде чем он женился на своей первой жене. Мистер Хантер рассказывает, что был женат дважды и потерял обеих жен, а также рассказывает, что у него умер сын. После этого откровения двое мужчин входят на кладбище. Мужчины обсуждают разные корни, некоторые из которых Митчеллу знакомы, а некоторые-нет, пока не натыкаются на могилу, которую мистер Хантер называет могилой своего дяди. Хантер, пока Митчелл исследует ещё немного, работает над тем, чтобы снять виноградные лозы с надгробия, чтобы двое мужчин могли лучше наблюдать за ним. После этого двое мужчин останавливаются у нескольких разных могил, а мистер Хантер рассказывает короткие истории жизни каждого человека, на которых они обычно останавливаются. Рутина остановки, повествования и продолжения прекращается, когда двое мужчин достигают участка мистера Хантера, где он на самом деле не будет похоронен из—за несчастного случая, который мистер Хантер объясняет ясно и эмоционально, признавая, что это его возмутило. Сделав ещё два шага, мистер Хантер показывает Митчеллу, что он будет похоронен во всей действительности, заявляя: „Ах, ну, (…), это не будет иметь никакого значения“, заканчивая статью (Митчелл).
Эта статья, как и многие другие, получила пристальное внимание после публикации биографии Митчелла, написанной Томасом Кункелем в 2015 году. Биография Кункеля выявила несколько интересных фактов из жизни Джозефа Митчелла, однако некоторые сведения, почерпнутые из неё, открыли червоточину, в частности выяснилось, что некоторые статьи Митчелла были сфабрикованы и период времени, в течение которого происходили события, сократился. Многие критики, похоже, были в отчаянии, например Майкл Розенвальд, писатель журнала Columbia Journalism Review. После публикации книги Розенвальд написал статью, озаглавленную: „Лучше бы этот парень не писал эту книгу“. В этой статье Розенвальд исследует свои собственные отношения с Митчеллом, заявляя, как этот человек повлиял как на себя, так и на другие поколения писателей и как его любимая статья — „Мистер Митчелл“. Могила Хантера», а затем впадает в свое разочарование по поводу того, что было помещено в биографию Кункеля, заявляя: «Для меня изучение этих вещей было похоже на то, как ребёнок обнаруживает, что его любимый бейсболист ударил длинные хоум-раны во время сока на стероидах», демонстрируя предательство, которое он чувствовал. Статья Розенвальда также содержит мнение другого уважаемого журналиста, Гая Талезе, с которым Розенвальд дружит. Прочитав роман и услышав о нём сам, Розенвальд записывает, что Талезе сказал что-то вроде: «Слышать, что один из парней, которыми я восхищался, делал вещи, в которых я не думаю, что хотел бы быть обвиненным, это тревожно и печально».

### «Капитан Драггера»
В январе 1947 года «Капитан Драггер» появился в «Нью-Йоркере» в двух частях. В этом профиле Митчелл разговаривает с 47-летним Эллери Томпсоном, который является капитаном драггерской лодки по имени Элеонора. Митчелл выбирает Эллери Томпсона, поскольку он «самый умелый и самый уважаемый капитан флота Стонингтона». Митчелл и капитан Томпсон вскоре обнаруживают, что у них совместимые личности, что позволяет Митчеллу сопровождать Эллери во время его прогулок. На протяжении всей статьи мы постепенно узнаем больше об Эллери как о личности, а не просто о капитане драггера. Брат Эллери, Моррис, погиб в море, пытаясь бороться с плохими условиями плавания, чтобы попытаться заработать на жизнь. Эллери чтобы затем перетащите на тело своего брата, давая нам понять, почему Эллери смотрит на жизнь «с забавным усталости», но Эллери тоже добрый и вдумчивый человек. Например, в отличие от других кинжалы, он держит что он ловит для себя и своей команды. Кроме того, когда океанографы из Йельского университета плывут с ним на «Элеоноре». один день в месяц он летает на «старом йельском вымпеле». Статья заканчивается тем, что Фрэнк, один из двух товарищей Эллери по команде, рассказывает интересную народную сказку. История о Крисси, «старый плут женщина, которая была главой банды блок-Айленд вредителей». Этот концерт, что Крисси и её команда хотели заманить корабли в «ложные огни, и они убили моряков и пассажиров, так что там не будет каких-либо рассказов». В одном случае она бессознательно соблазняет собственного сына на корабль. Но она предпочитает «стукнуть его по голове». «Сын есть сын, — сказала она, — но развалина есть развалина». On one occasion she unknowingly lures in her own son’s ship. But, she chooses to «clout him on the head. ‘A son’s a son,’ she said, ‘but a wreck’s a wreck».
«Драггер Капитан» был встречен с большим одобрением критиков. Настолько, что права на него были приобретены Warner Brothers, и ходили слухи, что они собираются «разработать его для Гэри Купера». Митчелл пообещал Томпсону 10 % от любой выручки. Однако в конечном счете из слухов ничего не вышло, и Мичелл назвал это «студийными сплетнями» и заявил, что «единственная правда в том, что писателю было поручено попытаться разработать сценарий драггера, используя Профиль в качестве фона».

### «Секрет Джо Гулда»
В книге "Секрет Джо Гулда "(1965) Митчелл расширил два более ранних профиля жителей Нью-Йорка: « Профессор Си Гулл „(1942) и“ Секрет Джо Гулда» (1964), касающихся Джо Гулда, эксцентричной богемы, живущей в Нью-Йорке. После смерти Гулда Митчелл отправляется на поиски огромной книги, которую Гулд давно утверждал, что пишет устную историю нашего времени. Вскоре Митчелл узнает, что якобы девятимиллионного произведения устной истории не существует. Однако он обнаруживает, что Гулд-популярная и центральная фигура в ряде нью-йоркских кругов. Расширяя постоянную озабоченность Митчелла антигероем и нью-йоркским пейзажем, «Секрет Джо Гулда» также отражает суть несуществующей устной истории Гулда, сохраняя жизнь и голос Джо Гулда.
Письмо Гулда является отступающим и самореферентным; однако письмо Митчелла в «Тайне Джо Гулда» расходится с его предыдущими работами. Митчелл часто говорит от первого лица, предлагая личные рассказы и воспоминания, вращающиеся вокруг сюжета. Более того, несуществующая «Устная история» Гульда-это попытка уловить голоса плебейского класса, или антигероев. Вся работа Митчелла, особенно «Секрет Джо Гулда», отражает ту же самую суть. Его работа часто вращается вокруг изучения характера, в котором он запечатлевает профиль Джо Гулда. Гулд борется с написанием и переписыванием первых нескольких глав своей «Устной истории» из-за писательского блока. По иронии судьбы сам Митчелл борется с такой степенью писательского блока, что позже не смог продолжить свою предыдущую писательскую деятельность.

## Критический прием
Критические отзывы о работах Митчелла почти в подавляющем большинстве положительны. Многие критики называли Митчелла «лучшим репортером в стране» и отмечали его как писателя, с которым «любой писатель, стремящийся к литературной журналистике…должен считаться», и писателя, который «превращает ремесло репортажа в искусство». Уильям Цинссер утверждает, что Митчелл служит «основным учебником» для «писателей-публицистов любого поколения». Критики приписывают силу Митчелла как писателя его «навыкам интервьюера, фотографическому представлению своих персонажей и их речи, невозмутимому юмору и изящному, неприкрашенному стилю прозы». Критики также отмечают, что именно «уважение и сострадание Митчелла к своим подданным» позволяет ему исследовать неудобные темы, такие как «смертность, перемены и прошлое». На протяжении всей карьеры Митчелла его хвалили за «слух к диалогу и внимание к деталям, неподдельный интерес к жизни своих подданных, ритмичную, простую прозу». в течение многих критиков, Митчелл выступает в качестве модели для писателя «поколения документальные писателей» во второй половине Митчелл карьеры, критики начали отметить, что тон его письма стало «все более ностальгической» но что он сохранил его «земным чувством юмора и явным удовольствием, делая новые открытия о Нью-Йорке». Один известный литературный критик, Ноэль Перрин, отмечает, что «Митчелл описал жизнь и даже саму душу Нью-Йорка так, как, возможно, никто другой». Есть критики, которые ставят под сомнение наследие Митчелла как журналиста из-за его склонности «пересекать грань» между художественной и научной литературой, часто «формируя факты» своих историй, чтобы предложить «основную» правду «истории», а не «ее внутреннюю фактуальность».[33] Один критик спрашивает: «Зная [Митчелла] сфабрикованным и приукрашенным, как мы должны рассматривать его наследие?»

## В массовой культуре
В 2000 году вышел художественный фильм «Секрет Джо Гулда» режиссёра Стэнли Туччи и сценариста Говарда А. Родмана. Она фокусируется на отношениях между Митчеллом (которого играет Туччи) и Джо Гулдом (Иэн Холм) в 1940-х годах.
Митчелл изображен в серии Blackwell, серии инди-компьютерных игр, вращающихся вокруг паранормальных тем. Во второй игре серии игрок встречает Митчелла во время продолжительного писательского блока его последних лет. В третьей игре серии игрок сталкивается с призраками Митчелла и Джо Гулда.
На Митчелла ссылается редактор «Балтимор Сан» Гас Хейнс в последнем эпизоде драмы HBO «Провод». В песне Стива Эрла «Down Here Below» из «Washington Square Serenade» Митчелл прямо говорит: "Я видел призрак Джо Митчелла в поезде " А « в центре города. Теперь, когда Рыбный рынок Фултона закрылся, он просто вечно ездит верхом».